# لوبوميرا باتشيفا
لوبوميرا باتشيفا (بالبلغارية: Любомира Бачева)‏ مواليد 7 مارس 1975 في صوفيا، هي لاعبة كرة مضرب بلغارية سابقة بدأت مسيرتها كمحترفة سنة 1990 وكانت تلعب باليد اليمنى، اعتزلت اللعب في 2004. أعلى تصنيف لها في الفردي كان المركز الـ 68 في سنة 1999. أعلى تصنيف لها في الزوجي كان المركز الـ 53 في سنة 2001.

## النهائيات

### الزوجي: 4 (2–2)
| الحصيلة | الرقم | التاريخ       | الدورة                        | الأرضية | الشريك                | المنافس                                          | النتيجة            |
| ------- | ----- | ------------- | ----------------------------- | ------- | --------------------- | ------------------------------------------------ | ------------------ |
| الفوز   | 1.    | 24 أبريل 2000 | جائزة بودابيست الكبيرة، المجر | ترابية  | كريستينا تورنس فاليرو | يلينا كوستانيتش توسيتش ساندرا ناتشاك             | 6–0, 6–2           |
| الوصافة | 1.    | 1 أكتوبر 2000 | لوكسمبورغ، لوكسمبورغ          | سجاد    | كريستينا تورنس فاليرو | ألكسندرا فوزي ناتالي توزيا                       | 3–6, 6–7(0–7)      |
| الفوز   | 2.    | 29 يوليو 2001 | الدار البيضاء، المغرب         | ترابية  | آسا سفينسون           | ماريا خوسيه مارتينيز سانشيز ماريا إميليا ساليرني | 6–3, 6–7(4–7), 6–1 |
| الوصافة | 2.    | 14 يوليو 2002 | باليرمو، إيطاليا              | ترابية  | أنجيليكا روش          | يفغينيا كوليكوفسكايا إكاترينا سيسوفا             | 4–6, 3–6           |

## روابط خارجية
- لوبوميرا باتشيفا على موقع رابطة محترفات التنس (الإنجليزية)
- لوبوميرا باتشيفا على موقع الاتحاد الدولي لكرة المضرب (الإنجليزية)
- لوبوميرا باتشيفا على موقع كأس بيلي جين كينغ (الإنجليزية)
- لوبوميرا باتشيفا على موقع خلاصة التنس.كوم (الإنجليزية)